# مؤامرة الأعمال
مؤامرة الأعمال (بالإنجليزية: Business Plot)‏ (تسمى أيضًا انقلاب وول ستريت وانقلاب البيت الأبيض) مؤامرة سياسية في عام 1933 في الولايات المتحدة للإطاحة بحكومة الرئيس فرانكلين ديلانو روزفلت وتنصيب ديكتاتور. أكد اللواء المتقاعد من مشاة البحرية اللواء سميدلي بتلر أن رجال الأعمال الأثرياء كانوا يخططون لإنشاء منظمة فاشية للمحاربين القدامى مع بتلر بصفته زعيمًا لها ليستخدموها في انقلاب للإطاحة بروزفلت. في عام 1934 أدلى بتلر بشهادته تحت القسم أمام اللجنة الخاصة المعنية بالأنشطة غير الأمريكية «لجنة ماكورماك -ديكشتاين» في مجلس النواب الأمريكي بشأن هذه الاكتشافات. ولم يحاكم أحد.
في وقت وقوع الحوادث، رفضت معظم وسائل الإعلام الإخبارية الرئيسة المؤامرة، ووصفتها افتتاحية صحيفة نيويورك تايمز بأنها «خدعة هائلة». بينما تساءل المؤرخون عما إذا كان الانقلاب على وشك التنفيذ أم لا، اتفق معظمهم على أن رجال الأعمال فكروا في نوع ما من «المخططات الجامحة» وناقشوه.

## خلفية

### رد الفعل على روزفلت
كان انتخاب روزفلت مزعجًا للعديد من رجال الأعمال المحافظين في ذلك الوقت، «فوعده في حملته بأن الحكومة ستوفر الوظائف لجميع العاطلين عن العمل كان له تأثير ضار في خلق موجة جديدة من البطالة من قبل رجال الأعمال الذين يخشون من الاشتراكية والإنفاق الحكومي المتهور». قال بعض الكتاب إن هناك مخاوف بشأن الغطاء الذهبي، كتب جول آرتشر، في مؤامرة للاستيلاء على البيت الأبيض، أنه مع نهاية الغطاء الذهبي، «أصيب الممولون المحافظون بالرعب. ونظروا إلى العملة التي لا يدعمها الذهب بقوة على أنها تضخمية، مما يقوض ثروات القطاع الخاص والتجاري ويؤدي إلى الإفلاس الوطني. كان روزفلت ملعونًا باعتباره اشتراكيًا أو شيوعيًا لتدميره المشاريع الخاصة من خلال تقليص دعم الثروة الذهبية من أجل دعم الفقراء».

## لجنة ماكورماك ديكشتاين
بدأت لجنة ماكورماك ديكشتاين بفحص الأدلة في 20 نوفمبر 1934. في 24 نوفمبر أصدرت اللجنة بيانًا فصّلت فيه الشهادة التي سمعتها حول المؤامرة والنتائج الأولية التي توصلت إليها. في 15 فبراير 1935 قدمت اللجنة تقريرها النهائي إلى مجلس النواب.
خلال جلسات الاستماع للجنة، شهد بتلر أن جيرالد سي. ماكغوير حاول تجنيده لقيادة انقلاب، ووعده بجيش قوامه 500 ألف رجل في مسيرة في واشنطن العاصمة، وبدعم مالي. وشهد بتلر أن ذريعة الانقلاب هي ضعف صحة الرئيس. على الرغم من دعم بتلر لروزفلت في الانتخابات وسمعته باعتباره ناقدًا قويًا للرأسمالية، قال بتلر إن المتآمرين شعروا أن سمعته الطيبة وشعبيته مهمة لجذب الدعم بين عامة الناس ورأوا أن التلاعب به أسهل من الآخرين. وبافتراض نجاح الانقلاب، قال بتلر إن الخطة تتمثل في أن يتولى سلطة شبه مطلقة في منصب «أمين الشؤون العامة» الذي أنشئ حديثًا، في حين يتولى روزفلت دورًا صوريًا. ونفى جميع المتورطين في مؤامرة بتلر أي تورط لهم. كان ماكغوير هو الشخصية الوحيدة التي تعرف عليه بتلر والذي أدلى بشهادته أمام اللجنة. لم يُستدع الآخرون الذين اتهمهم بتلر للإدلاء بشهاداتهم لأن «اللجنة لم يكن أمامها دليل يمكنها من خلاله استدعاء هؤلاء الرجال... ولن تأخذ اللجنة الأسماء المقدمة للشهادة بالحسبان والتي تشكل مجرد إشاعات».
في اليوم الأخير للجنة، 29 يناير 1935، نشر جون إل. سبيفاك أول مقالتين في المجلة الشيوعية نيو ماسيز، وكشف عن أجزاء من الشهادة أمام اللجنة حُجبت باعتبارها إشاعات. جادل سبيفاك بأن المؤامرة كانت جزءًا من خطة جاي. بّي. مورغان وممولين آخرين كانوا ينسقون مع الجماعات الفاشية للإطاحة بروزفلت.
استنتج هانز شميدت أنه في حين قدم سبيفاك حجة مقنعة لأخذ الشهادة المقموعة على محمل الجد، فقد نمق مقالته بادعاءاته «المبالغ فيها» بشأن الممولين اليهود، والتي رفضها شميدت باعتبارها إدانة من خلال الارتباط غير المدعوم بأدلة محادثات بتلر-ماكغوير نفسها.
في 25 مارس 1935 توفي ماكغوير في مستشفى في نيو هيفن، كونيتيكت، عن عمر ناهز 37 عامًا. عزا الطبيب المعالج في المستشفى الوفاة إلى الالتهاب الرئوي ومضاعفاته، لكنه قال أيضًا إن الاتهامات الموجهة إلى ماكغوير أدت إلى ضعف حالته وانهياره مما أدى بدوره إلى الالتهاب الرئوي.